# Aplikativna psihologija
Aplikativna psihologija (tudi praktična psihologija) je skupna označitev za različna področja uporabe psiholoških spoznanj in postopkov v družbenem in kulturnem življenju (v nasprotju s teoretično občo psihologijo). 
Število nalog aplikativne psihologije se nenehno veča, vedno pa gre za usklajevanje osebnosti in človekovega storilnostnega vedenja z določenimi zahtevami okolja in obratno, za oblikovanje razmer v okolju, ki bi ustrezale psihosomatski in psihosocialni strukturi človeka. Zato je v okviru aplikativne psihologije zelo pomembna diagnostika ustreznosti in ustvarjanje psihološko primernih pogojev. Posebno pomembna področja so psihologija dela in psihologija delovnega okolja, poklicno svetovanje, vzgojno svetovanje, pedagoška psihologija, prometna psihologija, forenzična psihologija, vojaška psihologija, klinična psihologija.